# Gare de Floirac
La gare de Floirac est une gare ferroviaire française, de la ligne de Brive-la-Gaillarde à Toulouse-Matabiau via Capdenac, située sur le territoire de la commune de Floirac, dans le département du Lot en région Occitanie.
Halte voyageurs mise en service entre 1913 et 1930 et fermée en 2006.

## Situation ferroviaire
Établie à 133 mètres d'altitude, la gare de Foirac est située au point kilométrique (PK) 179,276 de la ligne de Brive-la-Gaillarde à Toulouse-Matabiau via Capdenac, entre les gares ouvertes de Saint-Denis-près-Martel et de Rocamadour - Padirac. Elle est séparée de cette dernière par la gare fermée de Montvalent.

## Histoire
La halte est fermée le 9 décembre 2006.